# WorkNC
WorkNC est un logiciel de fabrication assistée par ordinateur (FAO) payant et propriétaire développé par Sescoi pour l'usinage 2, 2.5, 3, 3+2 et 5-axes. Sescoi fait partie du groupe Vero Software depuis janvier 2013. WorkNC est utilisé par plus de 25 % des entreprises industrielles dans des pays développés tels que le Japon et est  reconnu pour avoir mis l'accent sur l'automatisation et la facilité d'utilisation depuis la première version commercialisée en 1988. 
WorkNC-CAD a été introduit en 2002 pour faire de WorkNC un produit de CAO/FAO complet et un leader mondial dans son domaine.  
Les utilisateurs types de cette solution travaillent dans les secteurs suivants : l'automobile, l'aéronautique et la défense, l'ingénierie, la mécanique générale, le médical et le dentaire, l'outillage, la fabrication de moules et matrices. Le support de WorkNC est assuré par des filiales de Sescoi basées aux États-Unis, au  Royaume-Uni, en France, en Allemagne, en Espagne, en Inde, au Japon, en Chine et en Corée du Sud et un réseau de plus de 50 distributeurs dans le monde.

## Historique

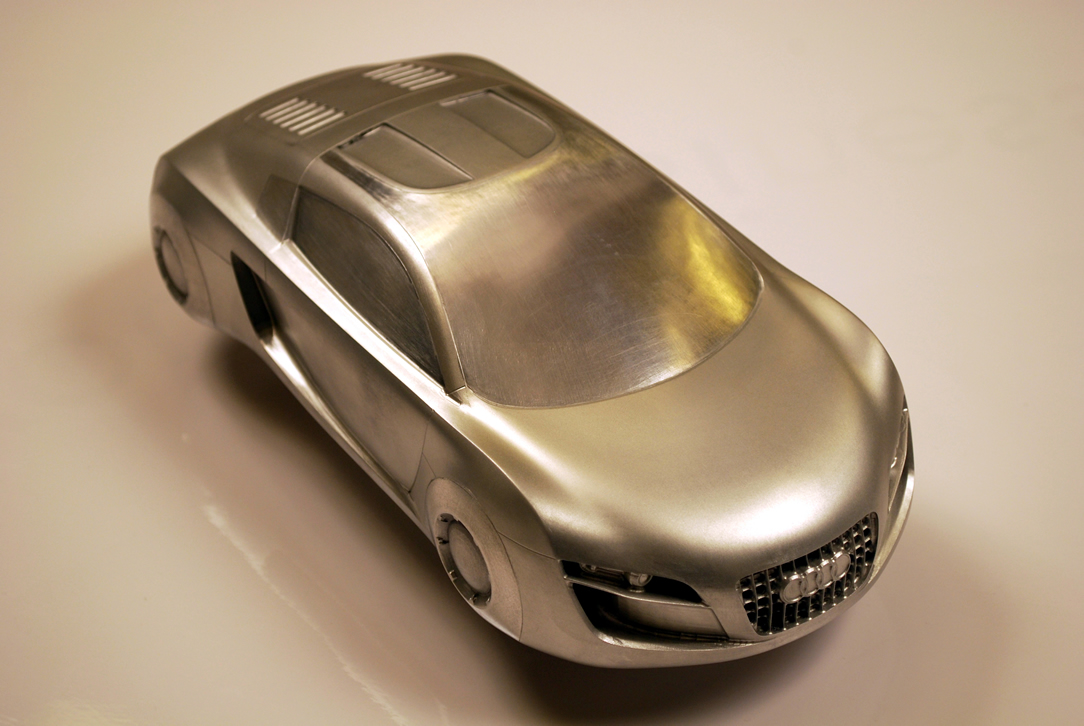
Prototype de voiture Audi, usiné avec WorkNC.

La première version du logiciel de FAO WorkNC a été commercialisée en 1988. Les forces motrices derrière ce produit étaient Bruno Marko, PDG de Sescoi et Gérard Billard, Responsable Innovation R&D.
À la fin des années 1980, la programmation de machines à commande numérique pour l’usinage de composants complexes était un processus long et délicat. C’est à cette période que Sescoi a identifié le besoin d'un logiciel de FAO 3-axes et a ouvert la voie au développement de WorkNC, un nouveau système FAO 3-axes automatique et fiable. Tout au long de ces années, Sescoi est restée fidèle à la philosophie d’origine de WorkNC : accélérer les calculs de parcours, assurer une fiabilité optimale pour faciliter l’usinage direct des matériaux durs et optimiser l'automatisation et la facilité d’utilisation afin que la programmation soit réalisée depuis l’atelier. L’automatisation a été un thème récurrent au cours du développement du programme. Selon Bruno Marko L’objectif de WorkNC a toujours été de se rapprocher au maximum d’un système « FAO en un clic ».
Le Groupe Salomon a été le premier client à utiliser WorkNC en 1988 et  il l'utilise depuis maintenant 20 ans pour fabriquer des chaussures de ski et d'autres équipements sportifs. 
L'entreprise a élargi son champ d'actions aux États-Unis en 1991, puis au Japon et en Allemagne en 1995 et au Royaume-Uni en 1997 suivi par l'Espagne, l'Inde, la Chine et la Corée du Sud.
La société a commercialisé WorkNC-CAD en 2002 et WorkNC 5-axes en 2003.
WorkNC G3, la troisième génération du logiciel CFAO automatique équipée d'une nouvelle interface conviviale intégrée, a été commercialisée en 2007.
En 2008, Sescoi a lancé WorkXPlore 3D, un outil collaboratif de visualisation 3D ultra-rapide pour l'analyse et le partage de fichiers CAO 3D sans avoir besoin de l'application de CAO d'origine.
En 2009, la société a lancé WorkNC Dental, un logiciel de CFAO automatique pour l'usinage 3 à 5 axes de constructions prothétiques, d'implants ou de structures dentaires, sans oublier WorkNC Wire EDM, un logiciel pour l'électro-érosion à fil.
En 2013, Le groupe Sescoi a été acquis par le groupe Britannique Vero Software.
En Aout 2014, Le Groupe Hexagon AB, fournisseur mondial de premier plan de solutions de conception, de mesure et de visualisation, finalisait l’accord d'acquisition du groupe Vero Software.

## Formats CAO importés
WorkNC peut lire les formats de fichiers suivants : DXF, STEP, IGES, CATIA V4 & V5, Unigraphics, SolidWorks, Solid Edge, Pro/Engineer, Parasolid, STL, etc

## Logiciels complémentaires

### WorkXplore 3D
WorkXPlore 3D est un outil collaboratif de visualisation 3D rapide pour l'analyse et le partage de fichiers CAO 3D sans avoir besoin de l'application de CAO d'origine. Simple d'utilisation, il permet d'explorer les fichiers 2D/3D et de réaliser des mesures directement sur les pièces 3D. Ses fonctions d'analyses déterminent les zones en contre-dépouilles, surfaces planes, épaisseurs, volumes, surfaces, poids, ou visualisent dynamiquement des sections.

### WorkNC Dental

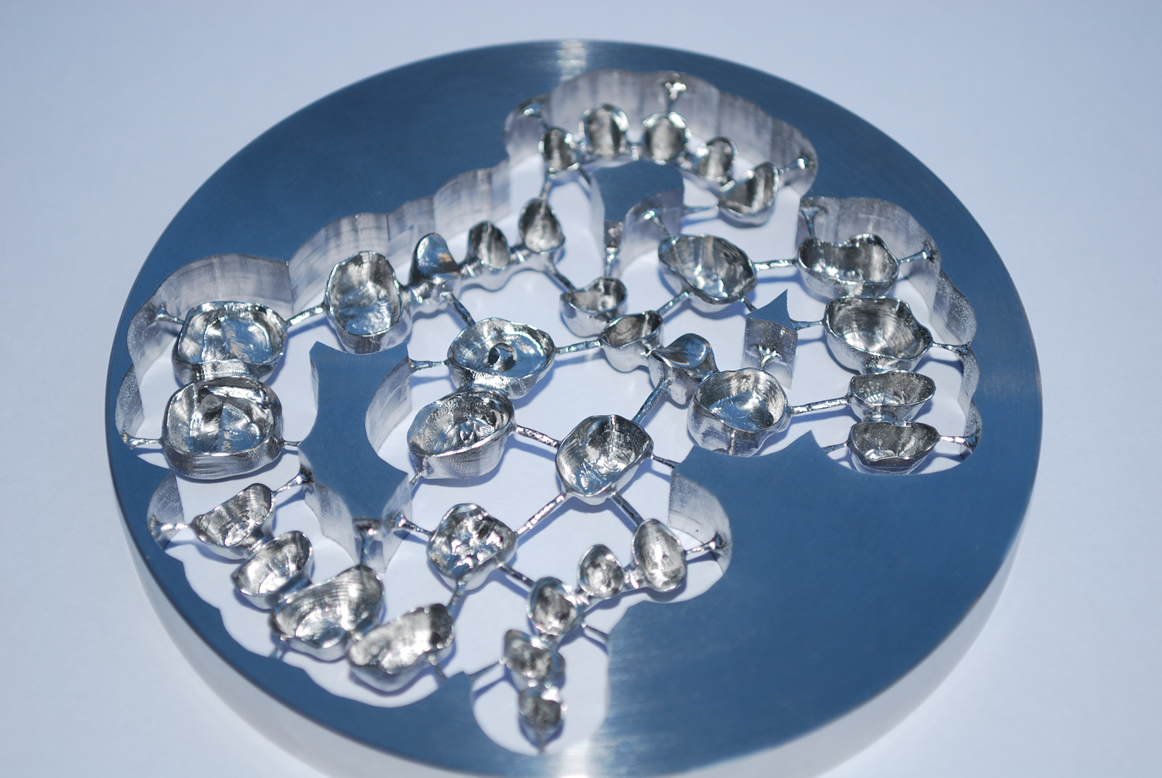
Disque réalisé en chrome-cobalt, portant des ponts dentaires et des couronnes pour implants dentaires et usiné avec WorkNC Dental FAO

WorkNC Dental est un logiciel de CFAO automatique pour l'usinage 3 à 5 axes de constructions prothétiques, d'implants, de ponts dentaires (bridges) ou de structures dentaires. L'interface graphique de WorkNC Dental, simple et facile à utiliser, a été spécialement conçue pour les prothésistes dentaires et les techniciens dentaires qui ne sont pas experts dans le domaine de l'usinage commande numérique. 
C'est la solution qui se rapproche le plus de la 'FAO en un clic' pour le secteur dentaire, qui a été développée et testée en collaboration avec les leaders du domaine dentaire ainsi que leurs organismes professionnels. Ses parcours 3 et 5 axes sont associés aux technologies d'imbrication et d'orientation d'implants prothétiques. En outre, grâce aux outils permettant d'ajouter les attaches de maintien et les identificateurs, le logiciel est une solution idéale pour la fabrication rapide de prothèses.
Les formats STL et CAO dentaire natifs sont importés dans WorkNC Dental et sont immédiatement prêts à être traités par les 'assistants d'usinage' qui guident l'utilisateur tout au long du processus de fabrication. Le système sélectionne automatiquement les outils, les gammes d'usinage et les conditions de coupe optimisées pour les différentes matières telles que le chrome-cobalt, le titane et la zircone, et pour les différentes prothèses telles que les chapes et les bridges. La complexité de certains implants nécessite l'utilisation de stratégies d'usinage 5-axes afin d’usiner entièrement la pièce. Historiquement, l'usinage 5-axes fait appel à des programmeurs experts, mais WorkNC Dental surmonte ce problème grâce aux routines d'usinage 5-axes automatisées. L'intelligence incorporée dans le système prend en compte la cinématique de la machine et ses limitations afin d'assurer la génération de parcours 5-axes fiables et sans collision.

### WorkNC Electro-érosion à fil
WorkNC Wire EDM est un logiciel de CFAO pour l'électro-érosion à fil. Des boîtes de dialogue guident l'utilisateur tout au long du processus. Des fonctions puissantes de WorkNC Wire EDM permettent l'extraction de sections prêtes à être usiner en 2 ou en 4 axes. Les surfaces 3D du modèle CAO peuvent être aussi utilisées directement.
Il comprend également une fonction qui vérifie automatiquement l'existence de collisions et l'angle maximum du fil accepté sur chaque machine EDM.

### WorkNC MPM (Usinage multi-pièces)
WorkNC MPM est un module de CFAO qui permet l'usinage facile de plusieurs pièces simultanément en un seul montage sur la machine. Les utilisateurs doivent faire face à de nombreux problèmes dès qu'il s'agit de changements multiples d'outils (gestion des collisions, temps d'arrêt et manque de précisions).
Le module MPM de WorkNC élimine ces problèmes et assure des gains de productivité grâce à l'optimisation des opérations sur la machine. Aucune programmation est nécessaire et il n'y a pas besoin de définir des données supplémentaires concernant les repères d'origine des pièces.
Il y a également une réduction significative du nombre de changements d'outils nécessaire. Les problèmes dus à la numérotation incorrecte des outils sont évités et il n'y a pas de collisions entre les pièces.
L'utilisation des systèmes de palette prédéfinis est le garant d'un usinage rapide et sûr.
MPM considère une palette complète d'électrodes comme une seule pièce et chaque outil traite toutes les électrodes sur la palette. Le logiciel assure que les parcours sont sans collision au fur et à mesure qu'il effectue les opérations et il élimine les nombreux changements d'outils générateurs de perte de temps dans un processus traditionnel. MPM détermine automatiquement une hauteur de dégagement de sécurité au-dessus de la plus haute l'électrode et les graphiques claires permettent aux utilisateurs de détecter le moindre problème potentiel.
Les bénéfices de WorkNC MPM sont : Aucune programmation n'est nécessaire sur la machine, Placement des pièces simple et fiable, Usinage sans supervision, Utilisation optimale des palettes et des systèmes de montage, Réduction significative du nombre de changements d'outils, Flexibilité et adaptabilité lors de modifications, Rotation et symétrie de la pièce sans aucun recalcule de parcours.

### WorkNC LMP (processus de fraisage de couche)
WorkNC LMP est un logiciel de CFAO qui permet d'usiner les pièces par couche, une stratégie bien connue pour usiner des cavités profondes et étroites.
WorkNC LMP coupe automatiquement le modèle 3D en tranches et crée les parcours d'ébauche et de finition pour chaque couche. Cette technologie peut être utilisée sur tous les centres d'usinage, ce qui simplifie la programmation et l'usinage de formes complexes par accroissement de couches maniables.
Sescoi a travaillé en collaboration avec Zimmermann pour associer la vitesse et la précision du CUC (Centre d'Usinage par Couche) de Zimmermann avec le système WorkNC-LMP de Sescoi.  Grâce à l'utilisation du logiciel conjointement avec la machine, tous les parcours et les séquences spéciales de contrôle de la machine sont générés en automatique pour usiner la pièce sans aucune supervision.
Le CUC fonctionne par le dessous et utilise les techniques d'usinage à grande vitesse (UGV) pour usiner chaque couche à tour de rôle.  Après chaque phase d'ébauche et de finition d'une couche, une nouvelle plaque est collée sur la précédente prête pour la passe d'usinage suivante et ceci jusqu'à l'achèvement de la pièce. WorkNC-LMP automatise ce procédé à partir du modèle CAO, en le coupant tout d’abord en tranches et puis en générant les parcours d'ébauche et de finition pour chaque couche. 
Cette technique est idéale pour l'usinage à grande vitesse et permet l'utilisation d'outils courts donc plus rigides tout en éliminant la possibilité de collisions. WorkNC-LMP permet la sélection de la matière à partir d'une bibliothèque et gère les éléments tels que la rugosification des surfaces avant collage, l'usinage de rainures pour contrôler l'excès de colle, le chevauchement de parcours pour éliminer les traces de colle et les trajectoires de l'application de la colle entre les couches. Il permet le contrôle visuel de tous les parcours ainsi que le calcul du temps d'usinage estimé.
WorkNC-LMP combine les avantages des processus de prototypage rapide génératifs et l'usinage conventionnel.

### WorkNC-CAD
WorkNC-CAD est un logiciel de Conception assistée par ordinateur (CAO) pour la fabrication comprenant des fonctions de modélisation 3D solide et surfacique. Il est intégré sans coût additionnel à WorkNC mais est également disponible en tant qu'application indépendante. Utilisé dans sa version indépendante, WorkNC-CAD offre aux moulistes et aux outilleurs une solution CAO uniforme tout au long du processus de fabrication.
Intégré à WorkNC, il propose l'ensemble des outils nécessaires à la conception et à la fabrication de moules et d'outillage sans exiger ni installation de logiciel supplémentaire ni sous-traitance.
WorkNC-CAD offre des fonctions avancées et intelligentes de Surface Morphing permettant de boucher des cavités simples ou complexes, la reconnaissance automatique des Features 2D et  la définition de cycles pour le perçage, le lamage, l'alésage et le taraudage, la séparation automatique noyau/matrice des moules et un module avancé de création d'électrodes.